# فهرست شبیه‌سازهای کنسول‌های بازی ویدئویی
در زیر لیستی از شبیه سازهای کنسول بازی ویدیویی است.

## آرکید
- Visual Pinball

## آتاری
آتاری ۲۶۰۰
- استلا

## مایکروسافت
اکس‌باکس
- زیمو

اکس‌باکس ۳۶۰
- زنیا

## نینتندو

### کنسول‌های خانگی
سیستم سرگرمی نینتندو
- اف‌سی‌ای‌یو‌اکس
- نستیکل
- نستوپیا

سوپر نینتندو
- Snes9x
- زی‌اس‌نس
- هیگان[۱]

نینتندو ۶۴
- Mupen64Plus
- Project64
- Project Unreality
- UltraHLE

گیم‌کیوب / وی
- دلفین

وی یو
- سیمو

### دستی
گیم بوی
- Wzonka-Lad

گیم بوی ادونس
- ویژوال‌بوی‌ادونس (همچنین از گیم بوی و گیم بوی کالر نیز پشتیبانی می‌کند)
  - ام‌جی‌بی‌ای (همچنین از گیم بوی و گیم بوی کالر نیز پشتیبانی می‌کند)

نینتندو ۳دی‌اس
- سیترا

### ترکیبی
نینتندو سوییچ
- یوزو
- ریوجینکس

## اس‌ان‌کی
نئو جئو سی‌دی
- نئوسی‌دی

## سونی

### کنسول‌های خانگی
پلی‌استیشن
- AdriPSX
- bleem!
- bleemcast!
- Connectix Virtual Game Station
- ای‌پی‌اس‌ایکس‌ای
- پی‌سی‌اس‌ایکس-ریلودد

پلی‌استیشن ۲
- پی‌سی‌اس‌ایکس۲

پلی‌استیشن ۳
- آرپی‌سی‌اس۳

پلی استیشن ۴
- شدپی‌اس۴

(یک وب‌سایت که یک شبیه ساز پی‌اس۴ به نام "PCSX4" را تبلیغ می‌کند، یک کلاهبرداری است.)

### دستی
پلی‌استیشن همراه
- PPSSPP

پلی‌استیشن ویتا
- ویتا۳کی[۳]

## پیش رو
- RetroArch

## شبیه سازهای چند سیستمی
شبیه سازهای چند سیستمی قادر به شبیه سازی چندین سیستم هستند.
- higan
- MAME (Multiple Arcade Machine Emulator)
- Mednafen
- MESS (Multi Emulator Super System), formerly a stand-alone application and now part of MAME
- OpenEmu